# Ben Zwiehoff
Ben Zwiehoff (Essen, 22 de febrero de 1994) es un deportista alemán que compite en ciclismo en las modalidades de montaña, en la disciplina de campo a través, y ruta.
Ganó tres medallas en el Campeonato Europeo de Ciclismo de Montaña entre los años 2014 y 2016. En 2021 cambió a la modalidad de ruta tras haber fichado por el equipo Bora-Hansgrohe.

## Medallero internacional
| Campeonato Europeo | Campeonato Europeo      | Campeonato Europeo | Campeonato Europeo         |
| Año                | Lugar                   | Medalla            | Competición                |
| ------------------ | ----------------------- | ------------------ | -------------------------- |
| 2014               | St. Wendel (Alemania)   | Medalla de plata   | Campo a través por relevos |
| 2015               | Chies d'Alpago (Italia) | Medalla de oro     | Campo a través por relevos |
| 2016               | Huskvarna (Suecia)      | Medalla de bronce  | Campo a través por relevos |

## Resultados en Grandes Vueltas
| Carrera | Carrera         | 2021 | 2022 | 2023 | 2024 |
| ------- | --------------- | ---- | ---- | ---- | ---- |
|         | Giro de Italia  | —    | 51.º | —    | —    |
|         | Tour de Francia | —    | —    | —    | —    |
|         | Vuelta a España | 47.º | —    | 35.º | —    |

| —: No participó | Ab: Abandono |